# Franco Cabrera (calciatore 2004)
Franco Valentín Cabrera Casco (Santa Lucía, 21 luglio 2004) è un calciatore uruguaiano, difensore del River Plate (M).

## Carriera
Cresciuto nel settore giovanile del River Plate (M), ha debuttato in prima squadra il 5 maggio 2025 nell'incontro di prima divisione uruguaiana perso 3-0 contro il Miramar Misiones.

## Statistiche

### Presenze e reti nei club
Statistiche aggiornate al 7 luglio 2025.
| Stagione        | Squadra         | Campionato      | Campionato | Campionato | Coppe nazionali | Coppe nazionali | Coppe nazionali | Coppe continentali | Coppe continentali | Coppe continentali | Altre coppe | Altre coppe | Altre coppe | Totale | Totale | Totale |
| Stagione        | Squadra         | Comp            | Pres       | Reti       | Comp            | Pres            | Reti            | Comp               | Pres               | Reti               | Comp        | Pres        | Reti        | Pres   | Reti   |        |
| --------------- | --------------- | --------------- | ---------- | ---------- | --------------- | --------------- | --------------- | ------------------ | ------------------ | ------------------ | ----------- | ----------- | ----------- | ------ | ------ | ------ |
| 2025            | River Plate (M) | PD              | 7          | 0          | CU              | 0               | 0               | -                  | -                  | -                  | -           | -           | -           | 7      | 0      |        |
| Totale carriera | Totale carriera | Totale carriera | 7          | 0          |                 | 0               | 0               |                    | 0                  | 0                  |             | -           | -           | 7      | 0      |        |